# 李石 (1919年)
李石，中华人民共和国政治人物、外交官。
1982年，接替张勃川，担任中华人民共和国驻乌干达大使。1985年，由金伯雄接任。